# Ssssh
Ssssh è il terzo album del gruppo inglese Ten Years After ed è stato pubblicato nel 1969. 

## Tracce
1. Bad Scene – 3:30
2. Two Time Mama – 2:01
3. Stoned Woman – 3:20
4. Good Morning Little Schoolgirl – 7:10
5. If You Should Love Me – 5:23
6. I Don't Know That You Don't Know My Name – 2:05
7. The Stomp – 4:30
8. I Woke Up This Morning – 5:32

## Formazione
- Alvin Lee - chitarra, voce
- Leo Lyons - basso elettrico
- Ric Lee - batteria
- Chick Churchill - organo